# 克里特鎮區 (伊利諾伊州威爾縣)
克里特鎮區（英語：Crete Township）是位於美國伊利諾伊州威爾縣的一個行政鎮區。

## 地方資料
根據2010年美國人口普查的數據，克里特鎮區的面積為114.90平方千米，當中陸地面積為114.80平方千米，而水域面積為0.10平方千米。當地共有人口23530人，而人口密度為每平方千米204.79人。